# Life Goes On (canción de Fergie)
«Life Goes On» —en español: «La vida continúa»— es una canción interpretada por la cantante estadounidense Fergie. Fue lanzada el 11 de noviembre de 2016, por Interscope y wil.i.am Music Group. La canción es el segundo sencillo lanzado de su próximo segundo álbum de estudio, luego de "M.I.L.F. $". "Life Goes On" fue escrito por Fergie, Tristan Prettyman, Keith Harris y Toby Gad.

## Antecedentes y lanzamiento
Se esperaba que Fergie lanzara "You Already Know", un sencillo de su próximo álbum de estudio, en colaboración con Nicki Minaj, pero fue cambiado por el lanzamiento de "Life Goes On". Algunos críticos comentaron en cómo la canción era involuntariamente tópica, que el lanzamiento coincidiera con la semana en que Donald Trump fue anunciado como Presidente electo de los Estados Unidos.

## Promoción
Fergie interpretó la canción en The Late Show with Stephen Colbert el 2 de diciembre de 2016. Adicionalmente, interpretó la canción en The Today Show el mismo día.

## Recepción crítica
Muchos críticos notaron cómo la canción era un cambio en el género con respecto al anterior solo de Fergie , M.I.L.F. $ , con Rap-Up llamándolo más que un "Top 40 preparado". Samantha Benitz de Hollywood Life alabó la voz fuerte de Fergie y "el swag que llena a una persona". Hugh McIntyre de Forbes se refirió a la canción como "existiendo en algún lugar entre el forraje de salón y la pista de baile, quizás no es perfecto para cualquiera, sin embargo todavía no da la bienvenida", y también reclamó que los fanes de Fergie fueron "tan pacientes como cualquier estrella pop podría esperar durante los años cuando se trata de música en solitario de la cantante", refiriéndose al retrasado lanzamiento de su segundo y esperado álbum.

## Vídeo musical
El vídeo musical de la canción fue lanzado el 16 de diciembre de 2016 y contiene la colaboración de Baddiewinkle y la nueva estrella de Musical.ly Baby Ariel.

## Listas de posicionamiento
| Listas (2016)                 | Posición más alta |
| ----------------------------- | ----------------- |
| Canadá Hot AC (Billboard)     | 44                |
| Estados Unidos (Adult Top 40) | 39                |

## Historial de lanzamiento
| País           | Día                     | Formato                | Discográfica                       | Ref.   |
| -------------- | ----------------------- | ---------------------- | ---------------------------------- | ------ |
| Global         | 11 de noviembre de 2016 | Descarga digital       | Interscope , will.i.am Music Group | [ 14 ] |
| Estados Unidos | 21 de noviembre de 2016 | Hot adult contemporary | Interscope , will.i.am Music Group | [ 15 ] |